# Te noce są gorące
Te noce są gorące – pierwszy singiel grupy Wanda i Banda promujący jej album Platynowa płyta.

## Lista utworów
1. „Te noce są gorące” (3:43)

## Twórcy
- Wanda Kwietniewska – śpiew, gitara akustyczna, chórki
- Krzysztof „Gabłoń” Gabłoński – gitara
- Marek Raduli – gitara
- Piotr Płecha – gitara basowa
- Tomek Bidiuk – instrumenty klawiszowe
- Kasia "Plagina" Szubartowska – instrumenty perkusyjne

- Producent nagrań - Wanda Kwietniewska
- Nagrań dokonano w Kidawa Studio Warszawa, Studio Chróst Warszawa Sulejówek
- Produkcja, realizacja, mix - Tomek Bidiuk, Marek Raduli, Piotr Bańka

## Listy przebojów
| Notowania               | pozycja |
| ----------------------- | ------- |
| Top 15 - Wietrzne Radio | 12      |